# Rödryggad springkrypare
Rödryggad springkrypare (Phrynomantis microps) är en groda från Västafrika som tillhör släktet Phrynomantis och familjen trångmynta grodor.

## Utseende
Grodan är avlång men kraftig och ihoptryckt, med slätt skinn och en påtagligt lång nacke, som ger huvudet stor rörlighet. Grodan blir kraftigare med åldern. Trumhinnan är ofta otydlig. Hanen har en oparig strupsäck. Bakbenen är korta, utan simhud, men alla extremiteterna har förstorade finger- och tådynor av lövgrodetyp. Ryggen och huvudet är röda (mer åt de bruna hållet hos unga, nyligen förvandlade individer), ofta med en svart mittlinje på ryggen och rikliga svarta fläckar på huvudet. Sidor och extremiteter är svarta, ibland med röda fläckar. Strupen är svart hos hanen, mörkbrun till mörkgrå hos honan. Bröstet och höfterna är vanligtvis mörka med stora vita fläckar. Buken är vit till brungrå. Rapporter finns om att djuren kan ändra färg, den röda färgen uppges kunna bli silvergrå vid torka eller upphetsning. Honan är tydligt större än hanen; hon har en längd mellan 4 och 6 cm, hanen 3,7 till 4,7 cm.

## Utbredning
Den rödryggade springkryparen finns från Senegal och österut via norra Elfenbenskusten, Burkina Faso, Benin, norra Nigeria, norra Kamerun, mellersta Centralafrikanska republiken till nordöstligaste Kongo-Kinshasa. Den antas även finnas i de mellanliggande länderna Gambia, Guinea, Guinea-Bissau, Niger, Tchad och Sydsudan, även om den inte observerats där.

## Vanor
Den vistas framför allt på savanner; även om uppträdandet varierar geografiskt, tycks den undvika mera trädbevuxna biotoper, och endast sällan uppträda i regnskog. Den förekommer emellertid i mera fuktiga miljöer som sankmarker, dammar, översvämmade ängar och under murkna trädstammar. Grodan lever framför allt av myror, även om det är känt att den även kan ta termiter. Lätet är en melodisk drill som varierar i frekvens, upp till 4,61 kHz, med 1,26 kHz som huvudfrekvens.

### Fortplantning
Parning och larvutveckling sker i stora, tillfälliga vattensamlingar. Leken börjar i april/maj, ofta i samband med regn, och håller på till juni/juli. Ännu en lekperiod kan förekomma i augusti/september. I samband med parningen lägger honan äggen i flera distinkta klumpar om 30–1 400 stycken, som flyter på vattenytan. Grodynglen hänger ofta just under ytan med huvudet uppåt och filtrerar vattnet efter föda. Under dagen samlas de ofta i stora svärmar som ett skydd mot predatorer. Det har konstaterats att detta beteende ökar ju klarare vattnet är och risken för upptäckt ökar.

## Status
Den rödryggade springkryparen är klassificerad som livskraftig ("LC") av IUCN, och populationen är stabil. Inga hot är registrerade.